# 420356 Praamzius
420356 Praamzius é um objeto transnetuniano que está localizado no cinturão de Kuiper, uma região do Sistema Solar. Ele é classificado como um cubewano. O mesmo possui uma magnitude absoluta de 5,75 e tem um diâmetro com cerca de 241 km. O astrônomo Mike Brown liste este corpo celeste em sua página na internet como um candidato a possível planeta anão.

## Descoberta
420356 Praamzius foi descoberto no dia 23 de janeiro de 2012 pelos astrônomos K. Cernis, e R. P. Boyle.

## Nome
Este objeto inicialmente usou a designação provisória de (420356) 2012 BX85 até receber o nome de Praamzius, o deus lituano do céu, paz e amizade. Essa designação permanente foi atribuída em 22 de fevereiro de 2016.

## Órbita
A órbita de 420356 Praamzius tem uma excentricidade de 0,002 e possui um semieixo maior de 42,962 UA. O seu periélio leva o mesmo a uma distância de 40,111 UA em relação ao Sol e seu afélio a 45,601 UA.